# Kathedrale von Vic

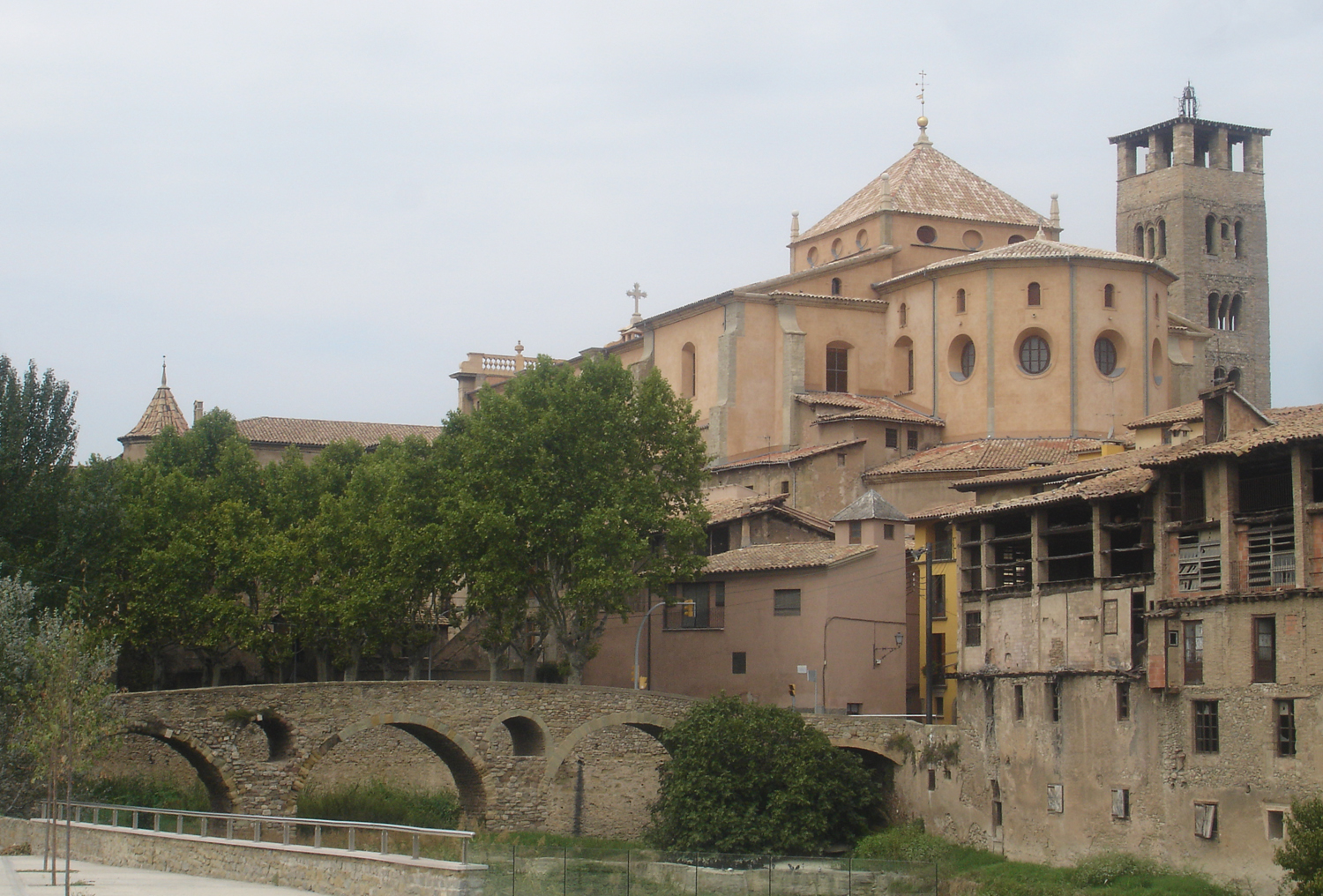
Kathedrale von Vic oberhalb der mittelalterlichen Brücke über den Riu Meder

Die dem Apostel Petrus (Sant Pere) geweihte Kathedrale von Vic ist die Bischofskirche des römisch-katholischen Bistums Vic in der katalanischen Stadt Vic. Die älteren Teile der heutigen Kirche wurden im Jahr 1038 unter Bischof Oliba fertiggestellt. In späterer Zeit umgebaut, gehört sie zu den wichtigsten historischen Bauwerken Kataloniens und zeigt eine Stilmischung, die von der Romanik über die Gotik bis hin zum Klassizismus reicht. Papst Leo XIII. verlieh dem Bau im Jahr 1893 den Rang einer Basilica minor.

## Lage
Die Kathedrale befindet sich etwa 25 Meter oberhalb des Riu Meder an der höchsten Stelle von Vic. Etwa einen Kilometer östlich mündet der Riu Meder in den Riu Gurri.

## Geschichte

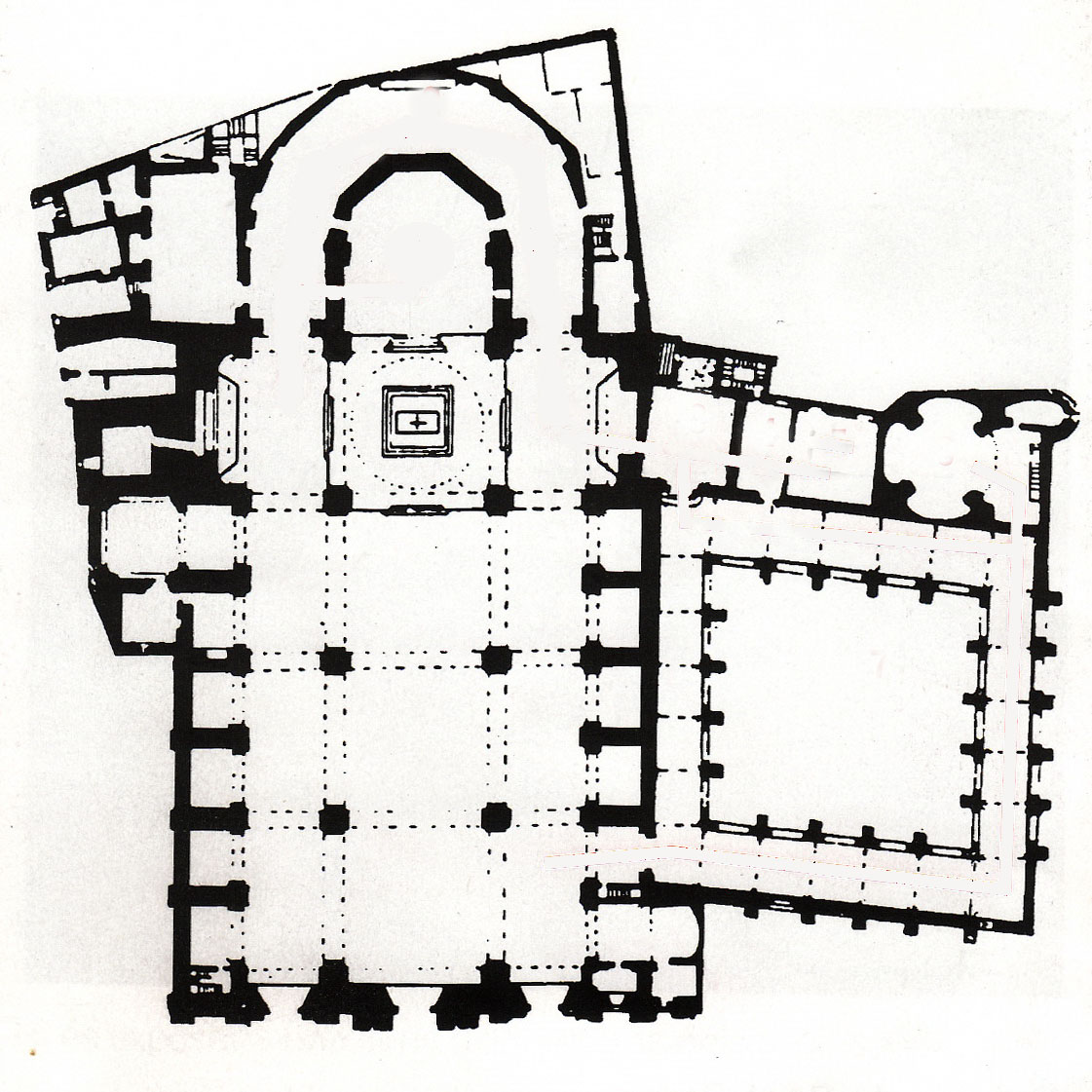
Grundriss der Kathedrale

Eine erste Kathedrale in Vic ist bereits für das Jahr 516 belegt; diese oder ein Nachfolgebau wurde im Rahmen der Eroberung (conquista) weiter Teile der Iberischen Halbinsel durch die Mauren zerstört. Mit dem Wiederaufbau der alten Kathedrale wurde erst nach erfolgreicher Rückeroberung (reconquista) und Wiederbesiedlung (repoblación) der nordkatalonischen Gebiete Ende des 9. Jahrhunderts unter dem Grafen Wilfried I. begonnen. Im Jahr 1018 wurde dessen Urenkel Oliba de Besalú zum Bischof von Vic ernannt; dieser begann unverzüglich mit einem Neubau, der im Jahr 1038 geweiht wurde und von dem noch die Krypta und der – ursprünglich freistehende – Glockenturm (campanar) erhalten sind. Im 14. Jahrhundert entstand der spätgotische Kreuzgang auf der Südseite; aus der Barockzeit stammen einige Seitenkapellen der Kirche. In den Jahren 1781 bis 1803 wurden umfangreiche Abriss- und Neubaumaßnahmen durchgeführt, die das Aussehen der heutigen Kathedrale maßgeblich bestimmen.

## Architektur

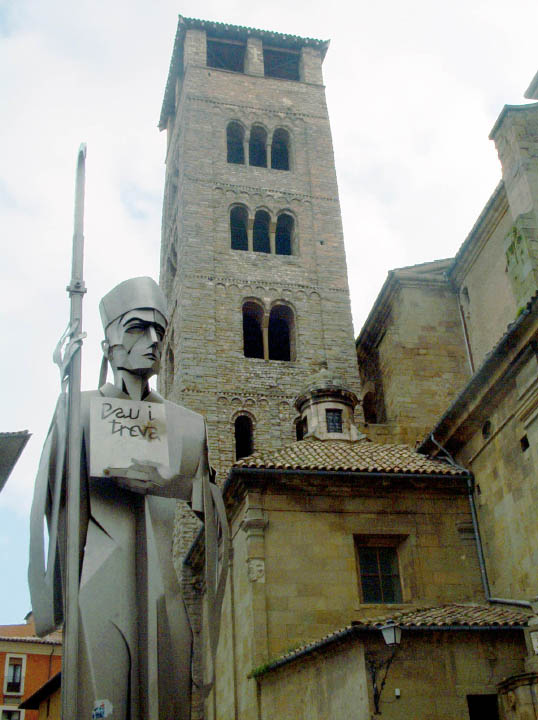
Turm der Kathedrale und Statue Olibas

### Bau Olibas
Im Rahmen von Ausgrabungen wurde für den Bau Olibas ein einschiffiger Grundriss in Form eines lateinischen Kreuzes ermittelt. Der Bau hatte überdies ein Querschiff mit fünf Apsiden; die Vierung war von einem tambourähnlichen Aufbau (cimbori) überhöht.
Glockenturm
Markantester Bauteil der Kathedrale von Vic ist der 46 Meter hohe und von Ecklisenen stabilisierte Glockenturm, der – wie bei vielen Türmen im lombardischen Baustil – nicht an das Kirchenbauwerk angeschlossen war, sondern frei daneben stand. Die Geschosse des Turmes sind durch Rundbogenfriese und Zahnschnittbänder markiert; die Fenster- bzw. Schallöffnungen werden von unten nach oben immer weiter und verleihen dem massiven Bauwerk ein hohes Maß an Eleganz und Leichtigkeit. Das als Wachplattform dienende Obergeschoss des Turmes stammt wahrscheinlich aus dem 15./16. Jahrhundert.
Krypta
Die aus nur grob behauenen Steinen errichtete Krypta der Kathedrale ist dreischiffig; die von Gurtbögen unterzogenen Kreuzgratgewölbe werden von sechs Säulen mit antik anmutenden Kapitellen getragen. In der Krypta werden heute an Wochentagen Messfeiern gehalten.

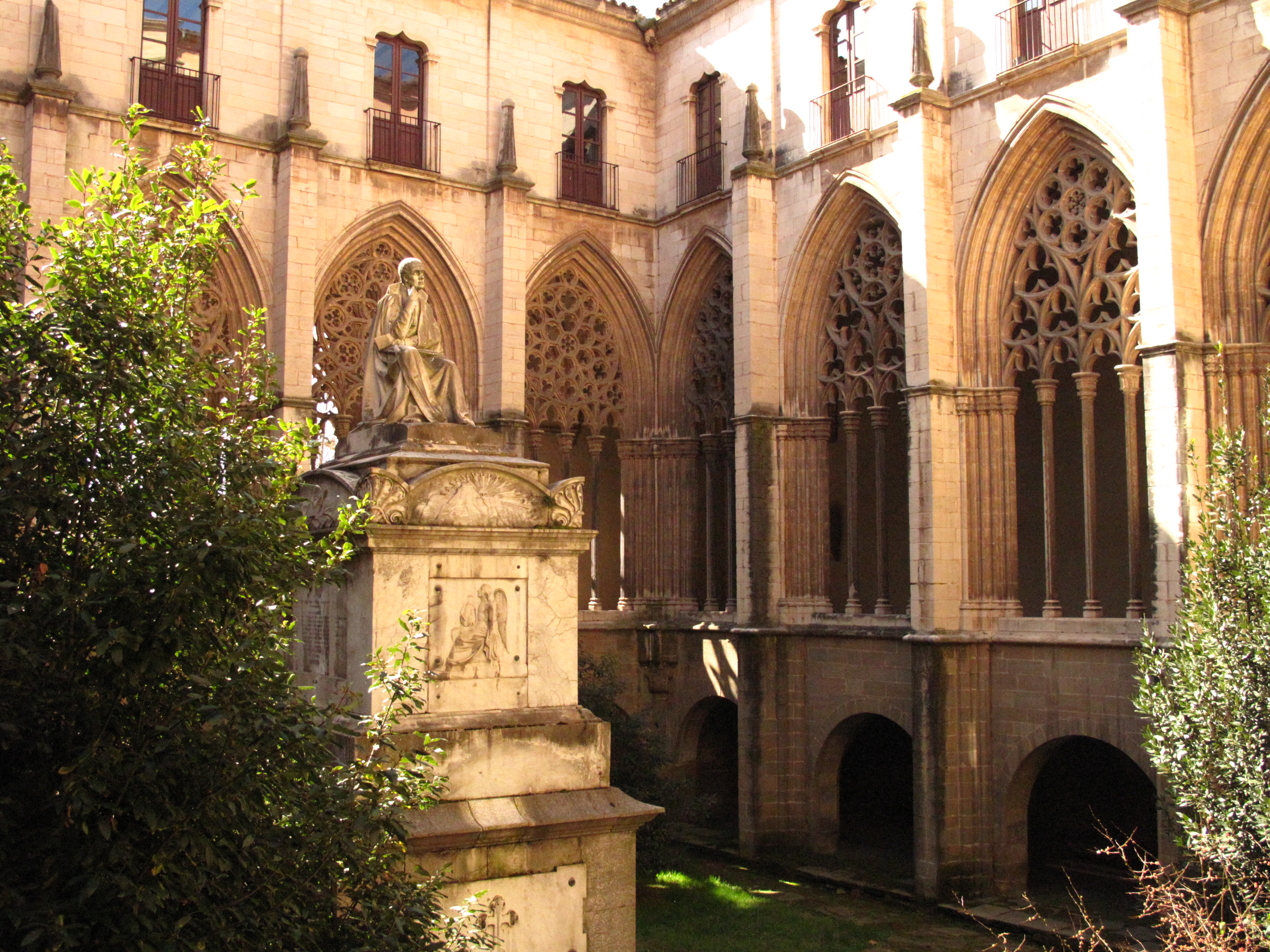
Kreuzgang der Kathedrale

### Kreuzgang
Obwohl Kreuzgänge in erster Linie zu Klosterbauten gehören, verfügten doch auch viele Kathedralen und Kollegiatkirchen über derartige, der geistigen Sammlung dienende Wandelgänge für die Mitglieder des Domkapitels oder die Chorherren. Der spätgotische Kreuzgang der Kathedrale von Vic entstammt dem frühen 14. Jahrhundert und verfügt über reichgestaltete und im Dekor gegenüber ihren Nachbarn stets leicht veränderte Maßwerkfenster im Stil der Zeit. Sehenswert sind auch der auf Konsolen ruhende Wandsarkophag eines hier bestatteten Chorherrn aus dem Jahr 1290 und das in der Mitte des Hofes sich erhebende Monument für den in Vic geborenen und verstorbenen Philosophen Jaume Balmes (1810–1848).

### Heutiger Bau
Der in der Zeit um 1800 errichtete Kathedralenneubau zeigt spätbarocke bzw. klassizistische Stilformen, die besonders deutlich an der Apsis und an der Westfassade in Erscheinung treten. Aber auch das Querhaus mit seinem cimborri über der Vierung und das Langhaus lassen das Stilempfinden der Zeit deutlich werden, für das die quer- und hochovalen Fenster charakteristisch sind.

## Ausstattung
Das ehemalige Altarretabel der Kathedrale ist heute im Umgangschor aufgestellt; es stammt aus den Jahren 1420 bis 1428 und gilt als ein Meisterwerk flämisch-katalanischer Schnitzkunst. Weitere Teile der ehemaligen Ausstattung befinden sich im unmittelbar neben der Kathedrale befindlichen Museu Episcopal de Vic.